# Vancouver Whitecaps FC (1986)
Vancouver Whitecaps is een voormalig Canadese voetbalclub uit Vancouver, Brits-Columbia.
De club werd in 1986 opgericht als Vancouver 86ers, twee jaar na de ondergang van Vancouver Whitecaps, dat in de North American Soccer League speelde. De club speelde tot 1992 in de Canadese competitie totdat deze opgeheven werd. Daarna verhuisde de club naar de Amerikaanse competitie. In 2001 nam de club de naam Vancouver Whitecaps aan. Vanaf 2011 werd de club vervangen door de Vancouver Whitecaps FC, dat uitkomt in de Major League Soccer.

## Erelijst
- USL First Division: 2006, 2008

## Bekende (oud-)spelers
| - Joey Gjertsen - Jason Jordan |  | - Bob Lenarduzzi |